# Сейсмічність Греції

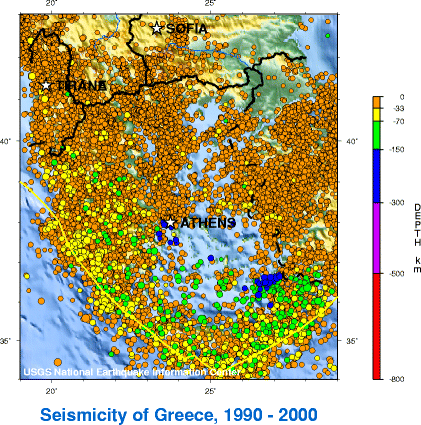
Сейсмічність Греції в період 1990—2000 років

Сейсмічність Греції — характеризується помірно високою інтенсивністю, відповідно в межах території країни спостерігаються досить часті й сильні землетруси.

## Загальна характеристика
Перетин розломів поділяє територію Греції на область Егейського моря та ряд рухомих блоків, активна взаємодія яких охоплює всю товщу літосфери, а вздовж розломів — і верхню мантію на глибину 100—150 км. Все це визначає високий рівень сейсмічності Греції, велику різноманітність глибин розташування епіцентрів землетрусів.

## Сейсмічна історія
Сейсмічна історія Греції простежена майже на 4 тисячі років, від Мінойського виверження, внаслідок якого загинула мінойська цивілізація. Це найдавніша сейсмоісторія країни на Землі. За цей період в даній місцевості відбулося понад 20 землетрусів з магнітудою понад 7 M ww. Сейсмічність Греції почав досліджувати наприкінці XIX ст.  грецький фізик і математик Константінос Міцопулос.

## Землетруси минулих століть
12 жовтня 1859 року на острові Крит стався землетрус, сила якого в епіцентрі сягала 8,3 M ww. Згідно з дослідженнями, цей землетрус прокотився по всьому Середземномор’ю та відчувався від Італії до Близького Сходу і Північної Африки. Безпосередньо на острові Крит, де знаходився епіцентр, наслідки землетрусу були важкими.
У XX ст. руйнівні землетруси у Греції були зафіксовані в 1903, 1926, 1953 роках.
Землетрус силою 6,0 балів за шкалою Ріхтера відбувся 7 вересня 1999 року в Афінах. В результаті землетрусу 143 осіб загинуло, більше 2000 отримали поранення та травми.

## Землетруси XXІ століття

### 2008
30 липня, помірний за (шкалою інтенсивності МSK-64) землетрус середньої сили стався в Іонічному морі. За даними Інституту геодинаміки Національної обсерваторії Афін, епіцентр землетрусу магнітудою 5 балів (за шкалою Ріхтера) знаходився за 20 км на південь від грецького острова Кефалонії та за 275 км на захід від Афін.
В 2008 році, сильно помірні за (шкалою інтенсивності МSK-64) землетруси силою 6,0 балів (за шкалою Ріхтера) також відбулися на півострові південної частини Греції Пелопоннесі та островах в Егейському морі Додеканесі. 

### 2011
В 2011 році землетрус стався в Середземному морі, поміж островами Крит та Карпатос.

### 2019
19 липня, помірний за (шкалою інтенсивності МSK-64) землетрус силою 5,1 балів (за шкалою Ріхтера) стався поблизу міста Афіни. Епіцентр землетрусу був розташований за 23 км на північний захід від Афін на глибині приблизно 5 км. Приблизно через годину були зафіксовані ще два повторні поштовхи магнітудою 4,4 балів.

### 2021
27 вересня, сильно помірний за (шкалою інтенсивності МSK-64) землетрус магнітудою 5,8 балів (за шкалою Ріхтера) стався у портовому місті Іракліон на грецькому острові Крит. Підземні поштовхи відчувалися по всьому острову, а також на островах Санторині на північ від Криту. Європейський середземноморський сейсмологічний центр (EMSC) і Геологічна служба США (USGS) заявили, що епіцентр землетрусу було зафіксовано за 7 км на північ від міста Трапсано та за 246 км від Афін, з гіпоцентром на глибині 8,7 км. В результаті землетрусу — одна людина загинула, надходила інформація про пошкоджені будинки.

### 2023
14 березня, о 19:35 (за місцевим часом), у Середземному морі біля південного узбережжя Греції стався помірний за (шкалою інтенсивності МSK-64) землетрус магнітудою 5,3 балів (за шкалою Ріхтера). За даними Інституту геодинаміки Національної обсерваторії Афін, епіцентр землетрусу був в районі між островами Крит та Кітера в Егейському морі на глибині 4,22 км.
18 травня, о 22:55 (за центральноєвропейським часом), у Середземному морі неподалік берегів острова Крит стався сильно відчутний за (шкалою інтенсивності МSK-64) землетрус магнітудою 4,3 балів (за шкалою Ріхтера). Згідно повідомлення Директорату з ліквідації наслідків стихійного лиха та надзвичайних ситуацій Туреччини (AFAD), епіцентр землетрусу знаходився в районі на південний захід від населеного пункту Муар, адміністративної області Іракліон на глибині 7,59 км.
3 листопада, о 08:26 (за місцевим часом), на грецькому острові Еввія, що розташований на північний схід від Афін, стався помірний за (шкалою інтенсивності МSK-64) землетрус з магнітудою 5,1 балів (за шкалою Ріхтера). За даними Інституту геодинаміки Національної обсерваторії Афін, епіцентр стихійного лиха знаходився в 6 км на схід від міста Прокопі на глибині в 14,2 км.
30 листопада, о 14:39 (за місцевим часом), на грецькому острові Закінф стався сильно відчутний за (шкалою інтенсивності МSK-64) землетрус магнітудою 4,4 балів (за шкалою Ріхтера). За повідомленням Інституту геодинаміки Національної обсерваторії Афін, епіцентр землетрусу знаходився на острові Закінф на глибині 9 км.

### 2024
19 січня, о 16:15 (за місцевим часом), на схід від грецького острова Еввія стався помірний за (шкалою інтенсивності МSK-64) землетрус магнітудою 4,6 балів (за шкалою Ріхтера). Підземні поштовхи сколихнули столицю Греції місто Афіни, розташовану на південний захід від епіцентру землетрусу. Згідно з інформацією Інституту геодинаміки Національної обсерваторії Афін, епіцентр землетрусу знаходився за 23 км на південний схід від прибережного міста Кімі на глибині 10 км.
8 березня, о 06:27 (за місцевим часом), на грецькому острові Родос у східній частині Егейського моря стався помірний за (шкалою інтенсивності МSK-64) землетрус магнітудою 4,6 балів (за шкалою Ріхтера). За повідомленням Ekathimerini, поштовхи були зафіксовані за 16 км від міста Родос, на глибині 45 км.
29 березня, о 07:12:47 (за місцевим часом), в південній частині Греції біля узбережжя західного Пелопоннесу стався сильно помірний за (шкалою інтенсивності МSK-64) землетрус магнітудою 5,7 балів (за шкалою Ріхтера). Епіцентр землетрусу знаходився в Іонічному морі поблизу островів Строфадес, на глибині 17 км.
13 квітня, о 05:23 (за місцевим часом), у північній частині грецького острова Еввія стався сильно відчутний за (шкалою інтенсивності МSK-64) землетрус потужністю 4,5 балів (за шкалою Ріхтера). За повідомленням видання Ekathimerini, до 07:30 (за місцевим часом) фіксувалися повторні поштовхи, найпотужніший з яких відбувся о 06:36 і мав силу 3,9 балів. Гіпоцентр землетрусу залягав на глибині 18,7 км під землею.
29 квітня, вранці, на грецькому острові Крит стався сильно відчутний (за шкалою інтенсивності МSK-64) землетрус магнітудою 4,2 балів (за шкалою Ріхтера). За повідомленням Геодинамічного інституту Національної обсерваторії Афін, підземні поштовхи були зафіксовані за 51 км на північ від столиці острова Іракліо. Гіпоцентр землетрусу залягав на глибині близько 14 км.
24 травня, о 06:29 ранку (за місцевим часом), грецький острів Корфу сколихнув сильно відчутний (за шкалою інтенсивності МSK-64) землетрус магнітудою 3,9 балів (за шкалою Ріхтера). З посиланням на повідомлення Геодинамічного інституту Національної обсерваторії Афін, епіцентр землетрусу знаходився за 34 км від невеликого острова Отоніо на північний захід від Корфу, гіпоцентр був зафіксований на глибині 6,8 км.
3 червня, об 11:53 (за місцевим часом), поблизу острова Кітнос у південній частині Егейського моря стався сильно відчутний (за шкалою інтенсивності МSK-64) землетрус магнітудою 4,3 балів (за шкалою Ріхтера). За даними Геодинамічного інституту Національної обсерваторії Афін, епіцентр землетрусу знаходився за 17 км на північний схід від острова, а поштовхи були зафіксовані на глибині 14,4 км під землею. Підземні поштовхи були відчутні також у столиці Греції місті Афіни.
12 червня, близько 20:20 (за місцевим часом), на острові Родос стався сильно відчутний (за шкалою інтенсивності МSK-64) землетрус магнітудою 4,9 балів (за шкалою Ріхтера).
21 червня, на острові Крит стався сильно відчутний (за шкалою інтенсивності МSK-64) землетрус магнітудою 4,3 балів. За повідомленням Ekathimerini з посилання на дані Геодинамічного інституту Національної обсерваторії Афін, епіцентр землетрусу знаходився за 25 км від міста Палеохора у номі Ханья. Орієнтовно поштовхи залягали на глибині 9,4 км під землею.
28 серпня, о 19:29 (за місцевим часом), біля острова Крит зафіксовано сильно помірний за (шкалою інтенсивності МSK-64) землетрус магнітудою 5,2 балів (за шкалою Ріхтера). За даними грецьких сейсмологів, підземний поштовх стався поміж островами Крит і Гавдос на глибині 10 км від дна моря.
22 вересня, у Греції стався сильно відчутний (за шкалою інтенсивності МSK-64) землетрус магнітудою 4,6 балів (за шкалою Ріхтера). За даними Геодинамічного інституту Національної обсерваторії Афін, епіцентр землетрусу був зафіксований за 8 км на північний захід від гори Афон, з гіпоцентром на глибині 12,8 км. через декілька хвилин також був зафіксований афтершок магнітудою 3,9 балів.
23 вересня, о 17:29 (за місцевим часом), у Греції стався відчутний (за шкалою інтенсивності МSK-64) землетрус магнітудою 3,7 балів (за шкалою Ріхтера). За даними Університету Аристотеля в Салоніках (AuTh), землетрус стався вдруге за два дні поблизу гори Афон, гіпоцентр землетрусу знаходився на глибині 12 км.
3 листопада, о 19:03 (за місцевим часом), у Греції стався помірний (за шкалою інтенсивності МSK-64) землетрус магнітудою 5,2 балів (за шкалою Ріхтера). За даними Геодинамічного інституту Національної обсерваторії Афін, гіпоцентр землетрусу на глибині 15,9 км. Напередодні, 2 листопаду, в тому ж районі, стався поштовх магнітудою 3,9 балів.
22 листопада, об 11:29 (за місцевим часом), поблизу східного грецького острова Кос в Егейському морі стався сильно відчутний (за шкалою інтенсивності МSK-64) землетрус магнітудою 4,2 балів (за шкалою Ріхтера). За повідомленням Ekathimerini з посиланням на дані Геодинамічного інституту Національної обсерваторії Афін, епіцентр землетрусу знаходився за 33 км на південний захід від міста Кефалос на глибині 100 м.

### 2025
2 лютого, о 10:37 (за місцевим часом), в Егейському морі стався сильно відчутний (за шкалою інтенсивності МSK-64) землетрус магнітудою 4,1 балів (за шкалою Ріхтера). За даними Геодинамічного інституту Національної обсерваторії Афін, епіцентр землетрусу знаходився поміж грецькими островами Санторині та Аморгос, гіпоцентр землетрусу залягав на глибині 4 км. Поштовхи були пов’язані з тектонічними рухами, а не з вулканічною активністю. Про наростаючу сейсмічну активність у регіоні, влада Греції попередила населення островів непередодні.
3 лютого Директорат з ліквідації наслідків стихійного лиха та надзвичайних ситуацій Туреччини (AFAD) повідомив, що кількість землетрусів в Егейському морі за останній тиждень перевищила 400. Найсильніший сильно відчутний (за шкалою інтенсивності МSK-64) землетрус, що був зафіксований, мав магнітуду 4,8 балів (за шкалою Ріхтера). Епіцентри землетрусів знаходилися приблизно за 25 км на північний схід від острова Санторині, а їх гіпоцентри залягали на глибині від 5 до 25 км. Зазначається також, що схожа інтенсивна сейсмічна активність мала місце в тому ж регіоні в 2011-2012 роках.
Станом на 4 лютого, згідно повідомлення турецького новинного каналу TRT Haber, близько 9 тисяч людей залишили грецький острів Санторині через сейсмічну активність в Егейському морі. Серед числа тих, хто виїхав з острова, були як мешканці острова, так і туристи. Як повідомляється, з 28 січня по 3 лютого (включно) в Егейському морі було зафіксовано 571 підземний поштовх, зокрема 100 поштовхів магнітудою 1,0-1,9 балів (за шкалою Ріхтера); 255 поштовхів - 2,0-2,9 балів; 182 поштовхи - 3,0-3,9; 34 поштовхи - 4,0-4,9 балів (за шкалою Ріхтера). За цей період не було зафіксовано жодного землетрусу магнітудою 5,0 балів і вище. Експерти вважають, що землетруси в Егейському морі можуть бути пов'язані з вулканічною активністю.
5 лютого, о 21:09 (за місцевим часом), як повідомила британська компанія суспільного телерадіомовлення BBC, поблизу острову Санторині зафіксовано помірний (за шкалою інтенсивності МSK-64) землетрус магнітудою 5,2 балів (за шкалою Ріхтера). Зазначалося, що в останні дні, з острову евакуювалися понад 11 тис людей.
Станом на 7 лютого, згідно повідомлення новинного видання Interesting Engineering, в Егейському морі поблизу острова Санторині з 26 січня зафіксовано понад 6000 землетрусів. Грецька влада, як повідомило агентство Reuters, оголосила на острові надзвичайну ситуацію через підвищену сейсмологічну активність у регіоні.
13 травня у Середземному морі неподалік берегів грецького острова Крит стався сильно помірний (за шкалою інтенсивності МSK-64) землетрус магнітудою 6,3 балів (за шкалою Ріхтера). За даними Центру геологічних досліджень Німеччини, гіпоцентр землетрусу залягав на глибині 83 км (51,57 милі). Згідно повідомлення агентства Reuters, землетрус також був відчутний у Єгипті, де за даними Національного дослідницького інституту астрономії та геофізики зафіксовано поштовх до 6,4 балів (за шкалою Ріхтера) на відстані 431 км від північного узбережжя країни. Підземні поштовхи відчувалися в Єгипті, Сирії та Ізраїлі.
19 травня на грецькому острові Еввія стався сильно відчутний (за шкалою інтенсивності МSK-64) землетрус магнітудою 4,5 балів (за шкалою Ріхтера). З посиланням на Афінський інститут геодинаміки, гіпоцентр землетрусу залягав на глибині 16,9 км. Підземні поштовхи відчувалися також в районі столиці міста Афіни. Через 20 хвилин було зареєстровано афтершок магнітудою 3,6 балів (за шкалою Ріхтера).
22 травня, о 06:19 ранку (за місцевим часом), на грецькому острові Крит стався сильно помірний (за шкалою інтенсивності МSK-64) землетрус магнітудою 6,1 балів (за шкалою Ріхтера). Епіцентр землетрусу знаходився за 58 км на північний схід від населеного пункта Елунда на північному сході Криту, гіпоцентр землетрусу залягав на глибині 60 км. Землетрус відчувався на сусідніх островах, а також в Туреччині та Ізраїлі. Влада Греції оголошувала попередження про цунамі.
7 червня, о 15:46:20 (за київським часом), у Греції стався помірний (за шкалою інтенсивності МSK-64) землетрус магнітудою 5,6 балів (за шкалою Ріхтера). Епіцентр землетрусу знаходився за 9 км на північний захід від Каріеса, головного міста монастирської громади на горі Афон. Гіпоцентр землетрусу залягав на глибині 12 км.